# 4 et 6 rappen de Zürich
Les 4 et 6 rappen de Zürich sont les deux premiers timbres-poste émis par les postes du canton suisse de Zurich le 1er mars 1843.
Les deux ont une apparence similaire : un rectangle hachuré portant un gros chiffre (la valeur faciale) et en haut et en bas deux mentions : « Zürich » et la zone de validité du timbre. Ils étaient non dentelés.
Le 4 rappen est ainsi dénommé « Local-Taxe » et servait à affranchir les plis postés à Zürich et destinés à être livrés dans la ville-même. Le 6 rappen dénommé « Cantonal-Taxe » servait pour le courrier circulant dans le reste du canton.
La poste zurichoise, comme celles des cantons de Genève (Double de Genève, 1843) et de Bâle (Colombe de Bâle, 1845), a donc gardé de la réforme britannique (incarnée par le Penny Black de 1840) l’idée de faire payer d’avance, mais tient encore compte de la distance pour le calcul de l’affranchissement. À partir du 1er janvier 1849, une poste confédérale est créée qui émet ses propres timbres en 1850. Les deux timbres du canton de Zurich restent en usage jusqu'au 30 septembre 1854.
Actuellement, le plus grand bloc de timbres de 6 rappen est de six timbres, acheté aux enchères 239 000 francs suisses en mars 2010 lors d'une vente de la maison Corinphila,.